# Dumbo (film fra 2019)
Dumbo var en amerikansk live-actionfilm fra 2019 som er instrueret af Tim Burton. Filmen er baseret på den originale tegnefilm Dumbo fra 1941.

## Medvirkende
- Colin Farrell som Holt Farrier
- Eva Green som Colette
- Danny DeVito som Maximilian "Max" Medici
- Michael Keaton som V.A. Vandemere
- Alan Arkin som J. Griffin Remington
- Edd Osmond som Dumbo
- Nico Parker som Milly Farrier
- Finley Hobbins som Joe Farrier

### Danske stemmer[1]
- Torben Sekov som Baritone Bates
- Danica Curcic som Colette Marchant
- Allan Klie som Hans Brugelbecker
- Morten Hemmingsen som  Holt Farrier
- Ernesto Piga Carbone som Ivan Den Mageløse
- Claus Bue som J. Griffin Remington
- Melvin Pedersen som Joe Farrier
- Natalie Madueño som Katarina Den Største
- Torben Zeller som Max Medici
- Rose-Maria Kjær-Westermann som Milly Farrier
- Mette Dahl Trudslev som Miss Atlantis
- Paul Hüttel som Pramesh Singh
- Joen Højerslev som Puck
- Kasper Leisner som Rongo
- Lars Ranthe som  Rufus Sorghum
- Jens Jacob Tychsen som Skellig
- Morten Suurballe som Sotheby
- Peter Røschke som Spiros
- Elias Strube som Thomas
- Kristian Boland som V.A. Vandevere
- Pauline Rehné som Verna

## Store ændringer fra tegnefilm
- Musen Timothy havde ikke en stor rolle i filmen, han vises kun to birolle i den første og slutning.
- I filmen blev Fru Jumbo meget vred, fordi Rufus sagde de flok driller ham.
- I den gammel version blev hun bare sendt i buret fordi de tror hun var voldelige. I den nye blev hun bare sendt væk, til en anden sted.
- Dumbo fik ikke hjælp af musen, men fik hjælp af børnene og Holt.
- Kragerne vises ikke i filmen.
- Ringmaster var faktisk ung i den originale version.
- Elefanter fra originalversionen vises ikke i starten, men de vises i slutning i jungle.

- I den originale version, Dumbo kunne ikke lave lyd. I den nye version, kunne han lave lyd.

- Holt erstatte Timothy.

- I filmen så fortalte Milly at fjer er ikke magisk.